# Neue Frau (Feminismus)

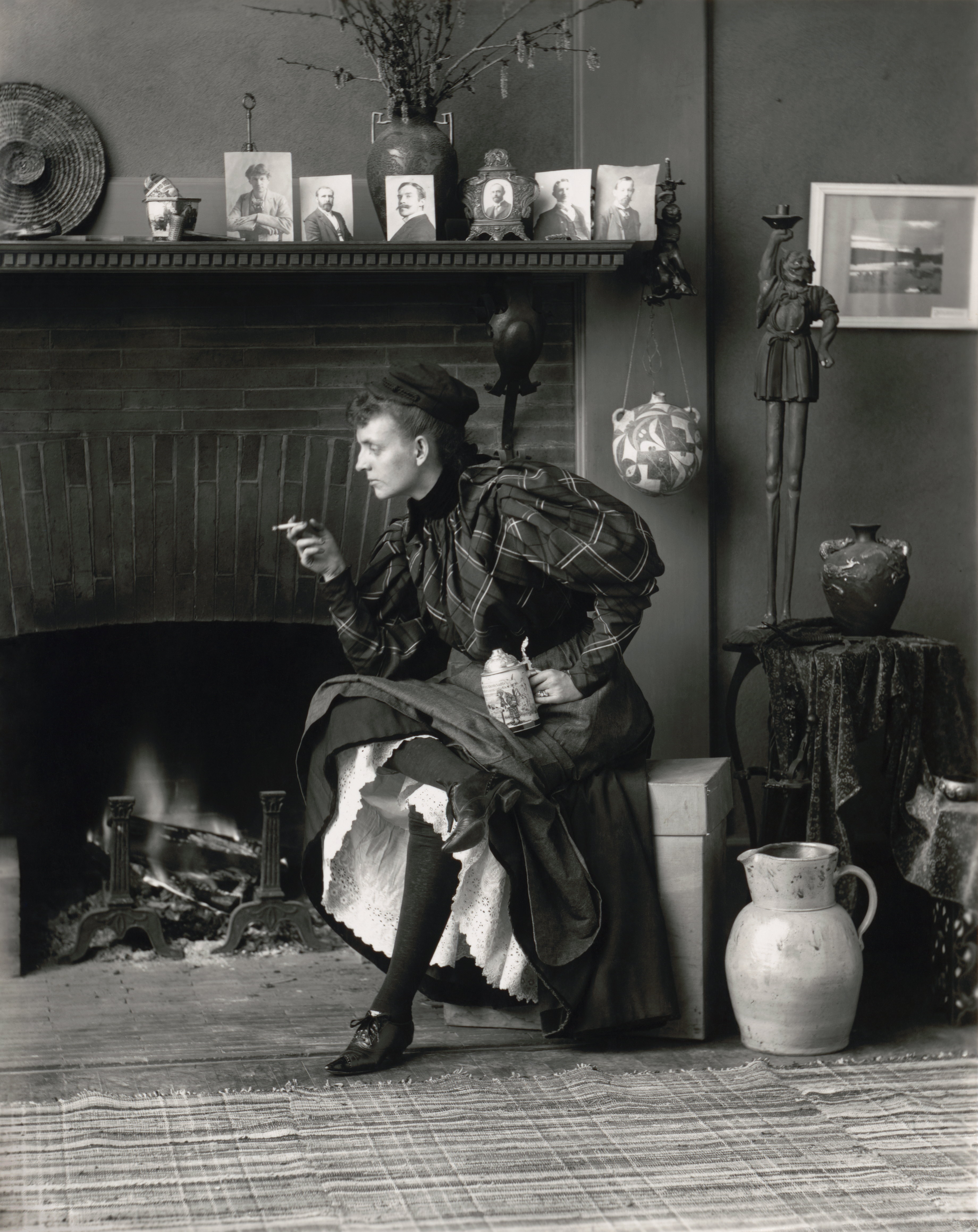
Selbstportrait (als Neue Frau) von Frances Benjamin Johnston 1896

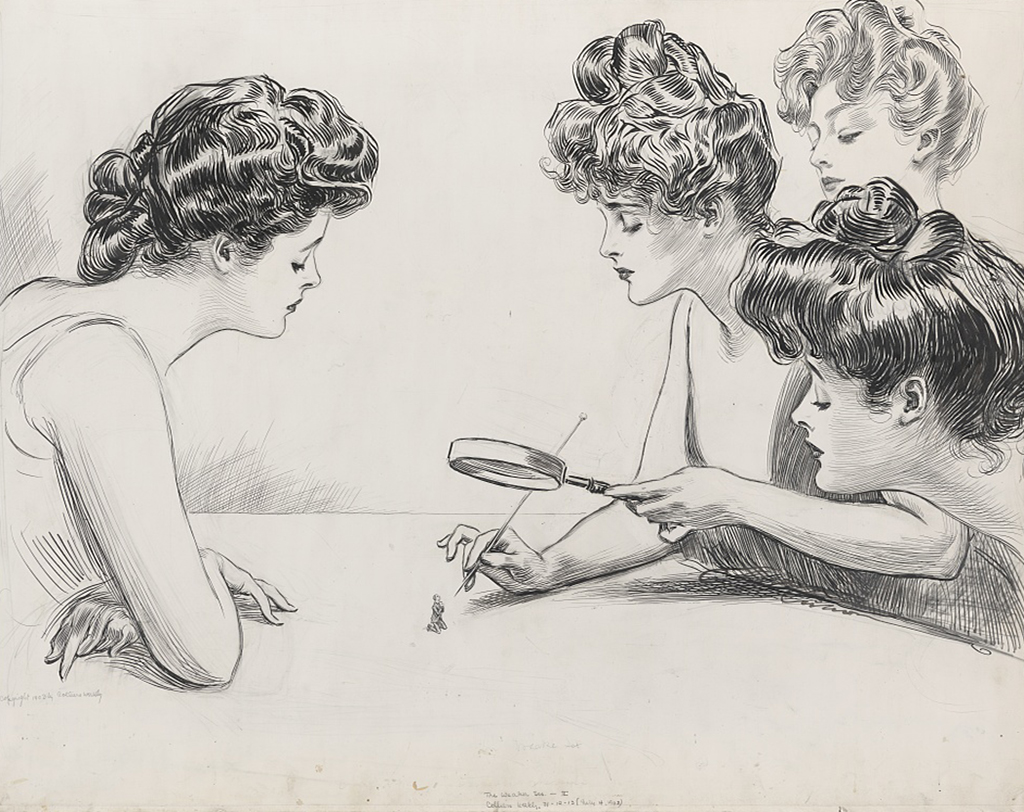
Gibson-Girls nehmen Mann unter die Lupe (1903)

Der Begriff Neue Frau (englisch New Woman) war eine feministische Idealvorstellung von einem veränderten Rollenverhältnis von Frau und Mann, die im ausgehenden 19. Jahrhundert entstand und einen bedeutenden Einfluss auf den Feminismus im 20. Jahrhundert hatte.

## Entstehung des Begriffs
Der Ausdruck Neue Frau wurde durch den Schriftsteller Charles Reade in seinem Roman A Woman Hater geprägt, der ursprünglich als Fortsetzungsroman im Blackwood’s Magazine abgedruckt worden war und dann 1877 in drei Bänden als Buch erschien. 1894 benutzte die irische Schriftstellerin Sarah Grand in einem wichtigen Artikel den Ausdruck Neue Frau, um die unabhängigen Frauen zu charakterisieren, die einen radikalen Wandel anstrebten. Und als Antwort darauf benutzte die englische Schriftstellerin Maria Louisa Rame (Pseudonym Quida) diesen Ausdruck als Überschrift eines Folgeartikels. Der Ausdruck wurde populär durch den britisch-amerikanischen Schriftsteller Henry James, der ihn benutzte, um die zunehmende Anzahl der feministischen, gebildeten und unabhängigen Karrierefrauen in Europa und in den Vereinigten Staaten zu beschreiben.

## Ausprägung
Das Bestreben der Frau, ihr Leben eigenständig und unabhängig zu gestalten, betraf nicht nur das eigene Bewusstsein. Es schloss auch einen äußeren Wandel bei Verhaltensweisen und Kleidung ein. Durch die Aktivität von Frauen als Radfahrerin beispielsweise erhöhten sie die Möglichkeit, sich weiträumiger und aktiver mit der Welt und ihren Gegebenheiten auseinanderzusetzen. Die Neue Frau überwand die Einschränkungen, die ihr durch eine männerdominierte Gesellschaft jahrhundertelang auferlegt waren. Literarisch kam die Neue Frau zum Beispiel in den Stücken des Dramatikers Henrik Ibsen (1828–1906) vor.

## DieNeue Frauin Deutschland
Mit der Gründung des Deutschen Frauenvereins 1865 wurden unter Führung von Luise Otto-Peters erstmals Rechte von Frauen eingefordert. Zentrale Anliegen waren das Wahlrecht für Frauen sowie deren Gleichberechtigung beim Zugang zu Bildung und Berufsausübung. Später wurden diese Bestrebungen durch die Frauenrechtlerin Anita Augspurg ergänzt um das Postulat einer Sexualmoral, die der von Männern gleichgestellt war. Proletarische Aktivistinnen wie Clara Zetkin und Adelheid Popp erweiterten den Begriff der Neuen Frau um Forderungen nach einer grundlegenden Veränderung des Gesellschaftssystems im Kaiserreich.
Der Erste Weltkrieg brachte für die Frauen in Deutschland große Veränderungen in ihrem Alltagslebens mit sich. Solange die Männer an der Front standen, mussten die Frauen deren Aufgaben in Gesellschaft und Berufswelt übernehmen. Viele Weltkriegsteilnehmer kehrten nicht mehr zurück oder waren nach Kriegsende körperlich versehrt und traumatisiert. Zu Hause trafen sie auf Frauen, die seit Jahren die Eigenverantwortung für sich, die Familie und die Wirtschaft übernommen hatten. Der Neuen Frau war in dieser Zeit eine ganz neue Art von Selbstbestimmung zugekommen, auch in Fragen von Partnerschaft und Sexualität. Vor allem in den Großstädten hatte ein Wandel der Sexualmoral stattgefunden, die sich in einer nie gekannten Freizügigkeit äußerte. Zu Beginn der Weimarer Republik stieg die Scheidungsrate in Deutschland spürbar an. Dies betraf sowohl die in den Kriegsjahren hastig geschlossenen Ehen als auch solche von langer Dauer.
Den entscheidenden Impuls in Deutschland erhielt der Begriff nach Einführung des Frauenwahlrechts 1919 sowie im Zuge des Aufkommens spezifisch von Frauen ausgeübter Angestelltenberufe in der sich entwickelnden Dienstleistungsbranche der 1920er Jahre, wodurch sich die Rolle der Frau grundlegend veränderte. Frauen wurden dadurch zu Mitgestalterinnen in den neu geschaffenen Demokratien Europas, sie waren Konsumentinnen, berufstätig, sportlich-aktiv und traten zunehmend selbstbewusst und eigenständig in Erscheinung. Viele machten sich in der Kunst- und Kulturszene einen Namen.
Die Illustrierte Das Leben, die von 1923 bis 1935 in der deutschen Presselandschaft relevant war, galt zeitweise als Aushängeschild der Emanzipationsbewegung Neue Frau. Sie transportierte durch eine betont freizügige Berichterstattung das Image von Frauen in selbstbewusster Attitude, als Motorradfahrerin, Tänzerin oder als Gesellschaftsdame in manchmal frivolen und lasziven Posen.
Weitere Illustrierte mit Bezug auf den Themenkreis Neue Frau waren Die Dame und Elegante Welt. Hier waren Stilelemente wie Bubikopf, Zigaretten mit Verlängerer bei Frauen, knielange Röcke, Glockenhüte, spitz zulaufende Modeschuhe sichtbar.
Mit der Machtübernahme der Nationalsozialisten 1933 wurden viele zuvor erkämpfte Errungenschaften aufgehoben. Die gleichberechtigte Teilhabe von Frauen und Männern in Politik und Gesellschaft war unerwünscht; ihnen wurde das passive Wahlrecht entzogen. In der faschistischen Ideologie galten ausschließlich Männer als geeignet, Politiker zu werden. Frauen waren auf ihre Rolle als Mütter reduziert; das Wichtigste war, dem NS-Staat Kinder zu schenken. Ideologisch unvereinbar war jeder Eindruck der Frau als dominant oder gar verderbenbringend. Der Typus der femme fatale war im NS-System nicht vorgesehen, die Frau hatte folgsam, sittsam und familienbezogen zu sein und sich entsprechend zu kleiden. Das Mutterkreuz wurde zur höchsten Form gesellschaftlicher Anerkennung. Beruflich erwünscht waren Frauen allenfalls in Berufen, die traditionellerweise mit Pflege, Erziehung und Haushalt zu tun hatten. Selbstbestätigung konnten Frauen aber durch sportliche Spitzenleistungen erlangen; einzelne profilierten sich zudem als Pilotinnen und Filmschaffende.
Mit Ausbruch des Zweiten Weltkriegs wurde die Arbeitskraft der Frau in der Rüstungsproduktion ausgenutzt sowie in allen Berufen, in denen Männer durch ihre Kriegsverwendung ausfielen. Nach 1945 trugen Frauen als Trümmerfrauen zum Wiederaufbau des Landes entscheidend bei. Im Grundgesetz der Bundesrepublik Deutschland wurde durch Initiative von politisch engagierten Frauen der entscheidende Art. 3 Abs. 2 durchgesetzt: Männer und Frauen sind gleichberechtigt.

## DieNeue Frauim englischen Sprachraum

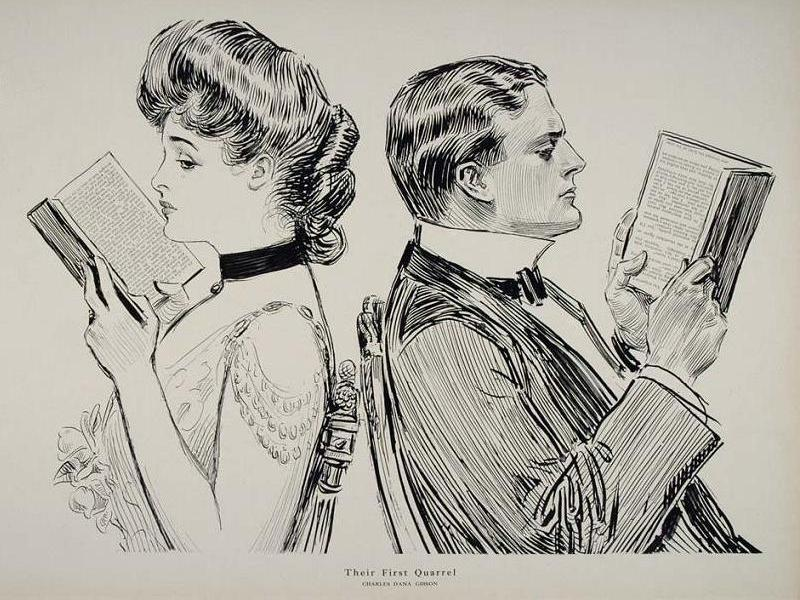
Their First Quarrel („Ihr erster Streit“), eine Illustration (1914) von Charles Dana Gibson. Das Gibson Girl war eine glamouröse Version der Neuen Frau

Der Schriftsteller Henry James war einer der Autoren, die den Ausdruck New Woman im englischen Sprachraum populär machten. Er verkörperte sie durch Titelfiguren wie Daisy Miller oder Isabel Archer aus seinem Roman Portrait of a Lady. Nach Ansicht der Historikerin Ruth Bordin versuchte James mit dem Ausdruck Neue Frau, die in Europa lebenden Ex-Amerikanerinnen zu beschreiben: Wohlhabende, gutsituierte Frauen, die auf Basis ihres Wohlstands ein unabhängiges Leben führten, das sie eigenverantwortlich handeln ließ. Der Begriff bezog also sich auf Frauen, die sowohl auf der persönlichen und gesellschaftlichen wie auch auf der wirtschaftlichen Ebene emanzipiert agierten.

### Höhere und berufliche Bildung

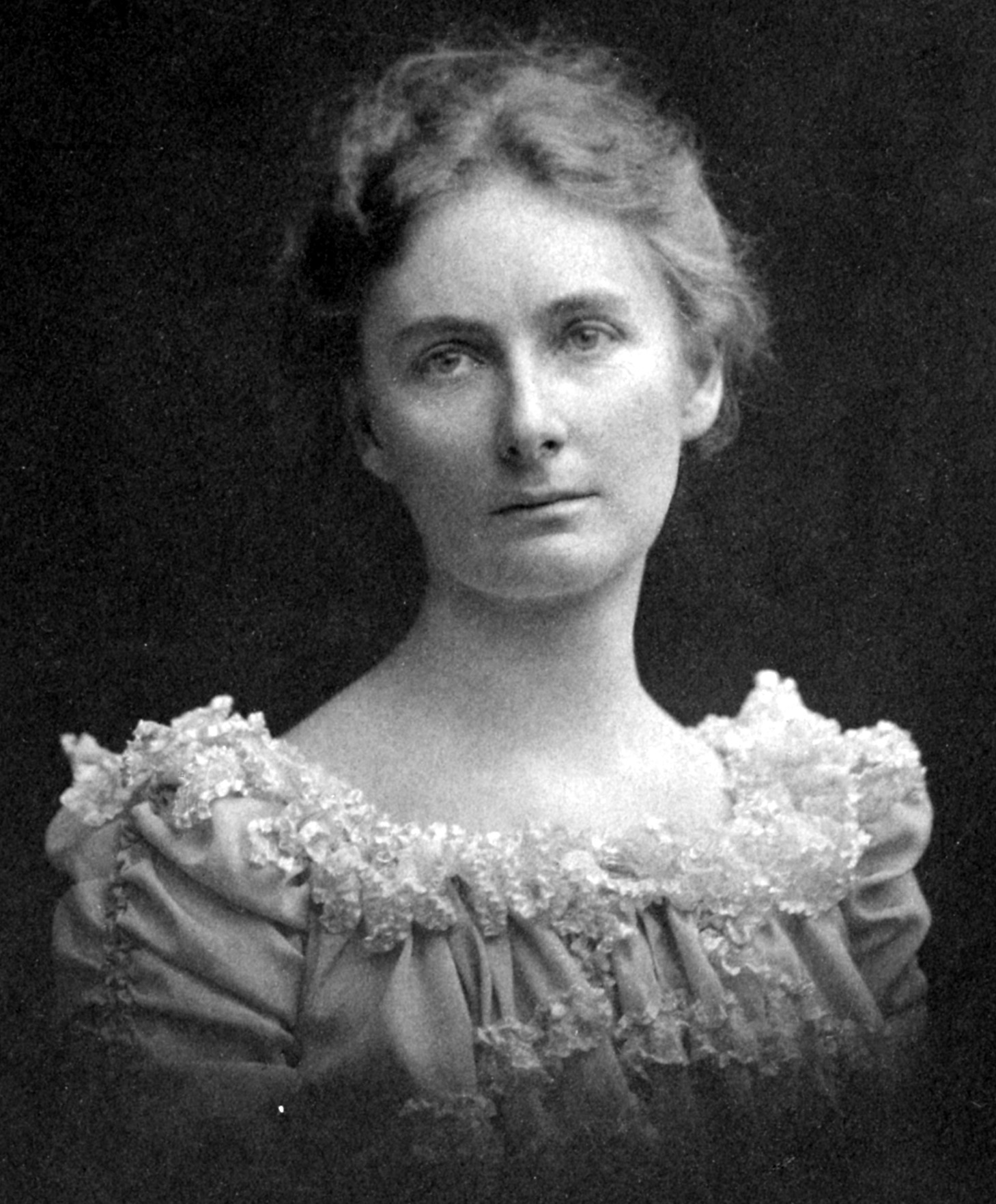
Die Geologin Florence Bascom war eine dieser typischen Neuen Frauen. Sie erwarb 1893 als erste Frau einen Doktorgrad an der Johns Hopkins University und wurde 1894 als erste Frau in die Geological Society of America gewählt.

Seit Ende des 19. Jahrhunderts konnten Frauen zunehmend höhere Bildungsabschlüsse erreichen. Immer mehr Frauen legten das Abitur ab; der Anteil an Akademikerinnen stieg an. Frauen ergriffen zunehmend Berufe, die zuvor ausschließlich Männern vorbehalten waren: Sie wurden Juristinnen, Ärztinnen, Journalistinnen und Hochschullehrerinnen.
Mit fortschreitender wirtschaftlicher Entwicklung entstanden neue Angestellten-Berufe, die Frauen Zugang zu Erwerbstätigkeiten im Geschäftsleben und in der Verwaltung eröffneten. Der Frauenanteil an den beruflich Tätigen außerhalb der Landwirtschaft nahm in allen wirtschaftlich entwickelten Ländern kontinuierlich zu.

### Wahlrecht für Frauen
Die Einführung des Frauenwahlrechts wurde in Großbritannien erst durch jahrzehntelangen politischen und gesellschaftlichen Druck seitens der Bewegung der Suffragetten im Jahre 1928 in gleichem Umfang wie die Männer durchgesetzt.
In Neuseeland war zuvor das Wahlrecht für Frauen bereits 1893, in Australien im Jahr 1902 eingeführt worden.

### Sexualität und gesellschaftliche Erwartungen

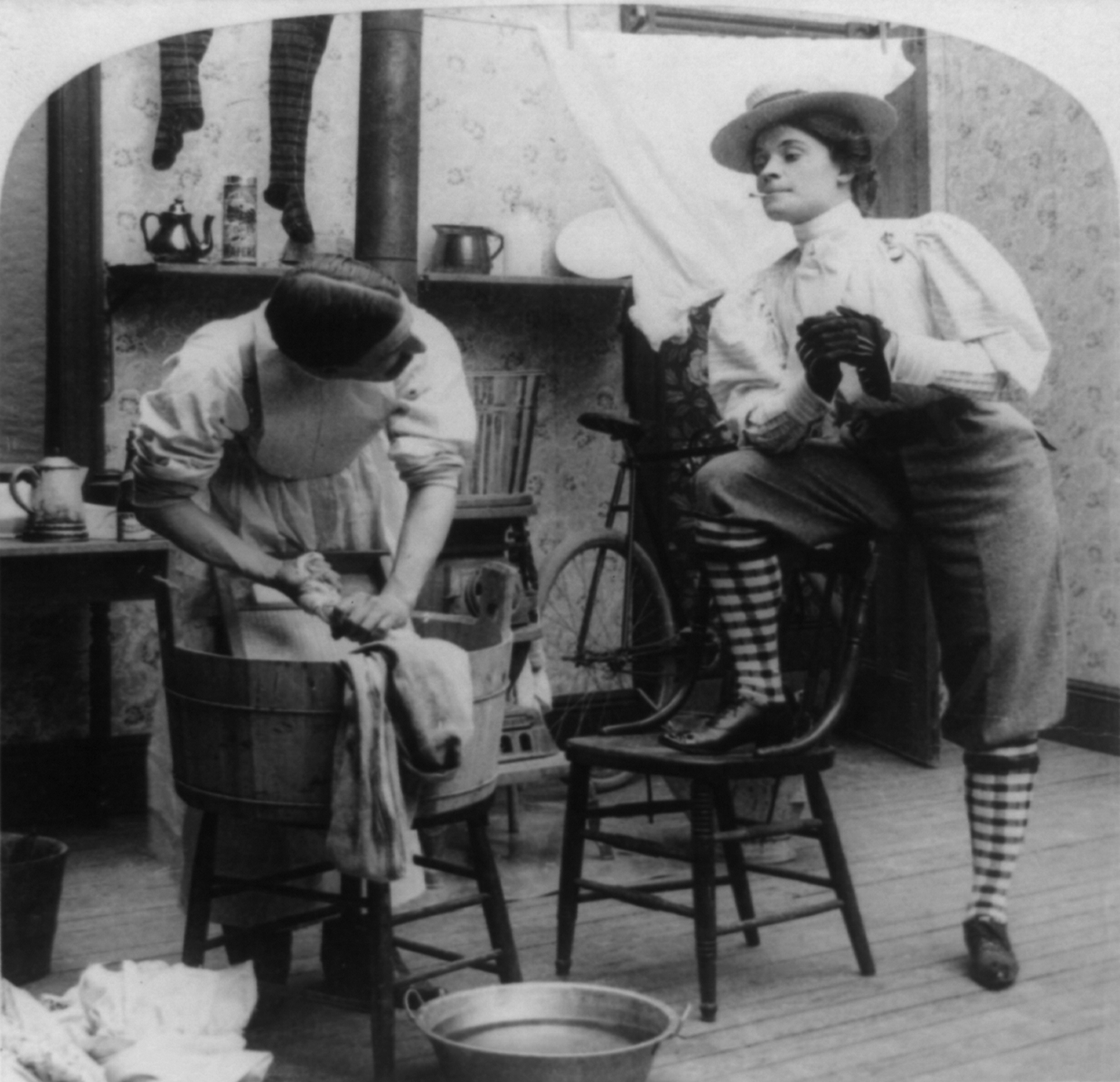
Ein satirisches Foto mit dem Titel Waschtag der Neuen Frau (1901)

Selbstständigkeit und Unabhängigkeit waren grundlegende Ziele für die Frauen am Ende des 19. Jahrhunderts.
Historisch nicht nachweisbar ist, dass Frauen juristisch wie wirtschaftlich stets abhängig von ihrem Ehemann oder von sozialen und mildtätigen Institutionen waren. Der gesellschaftliche Wandel im England des späten 19. Jahrhunderts eröffnete Frauen zwar noch nicht die Möglichkeit zur Teilnahme an Wahlen. Sie konnten jedoch Bildungsabschlüsse erlangen und darauf fußende Berufslaufbahnen einschlagen und seit 1882 auch persönliches Eigentum erlangen sowie autonome Entscheidungen hinsichtlich ihrer Heirats- und Sexualpartner treffen. Die Neue Frau legte zunehmend Wert auf Eigenständigkeit, selbst wenn diese Haltung mit gesellschaftlicher Missbilligung einherging, wenn es um Fragen von Sitte und Moral ging. Jede Art von sexueller Aktivität außerhalb der Ehe wurde bei den Frauen des Viktorianischen Zeitalters als unmoralisch beurteilt.
Veränderungen im Eherecht im späten 19. Jahrhundert eröffneten für die immer unabhängiger vom Mann agierende Neue Frau die Möglichkeit der Ehescheidung. Eine zunehmende Zahl von geschiedenen Frauen heiratete wieder. Trotzdem stand das gesellschaftliche Ansehen einer Frau auf dem Spiel, wenn sie von ihren legalen Möglichkeiten Gebrauch machte, da viele Zeitgenossen dies nach wie vor als unmoralisch bewerteten. In den Romanen von Henry James wird ersichtlich, dass seine Heldinnen – wie frei sie sich auch fühlen mochten bei der Ausübung ihrer intellektuellen und sexuellen Selbstständigkeit – am Ende doch einen Preis für ihre Entscheidungen zahlen mussten.

### Klassenunterschiede
Die Neue Frau war das Ergebnis des wachsenden Ansehens der Hochschulbildung und der gehobenen Berufe bei Frauen, die zur privilegierten oberen Klasse der Gesellschaft gehörten. Zur Jahrhundertwende war Universitätsausbildung an sich bei Männern immer noch ein Zeichen des Wohlstands. Weniger als 10 Prozent der Leute in den Vereinigten Staaten hatten eine solche Hochschulausbildung.
Die Frauen, die an die Hochschulen gingen, gehörten im Allgemeinen zur weißen Mittelklasse. Folglich wurden die Frauen der Arbeiterklasse, die Farbigen und die Immigrantinnen im Wettlauf zur Erreichung des feministischen Modells im Stich gelassen. Autorinnen, die diesen Randgruppen angehörten, kritisierten diese Tatsache oft. Obwohl sie die Unabhängigkeit der Neuen Frau anerkannten und respektierten, konnten sie die Tatsache nicht ignorieren, dass die Standards für eine Neue Frau des „Fortschrittszeitalters“ zum größten Teil nur von Frauen der weißen Mittelklasse erreicht wurden.

### Literatur

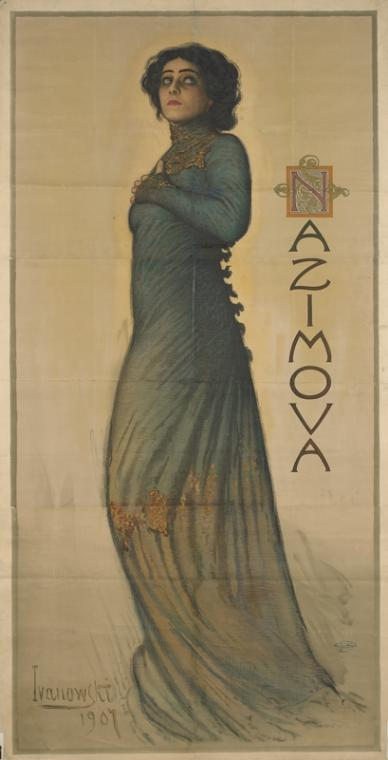
Plakat mit Alla Nazimova als Hedda Gabler (1907)

### Kunst

Charles Dana Gibson, The Reason Dinner Was Late, (dt. Der Grund, warum das Dinner sich verspätete) 1912

### Flapper der 1920er Jahre

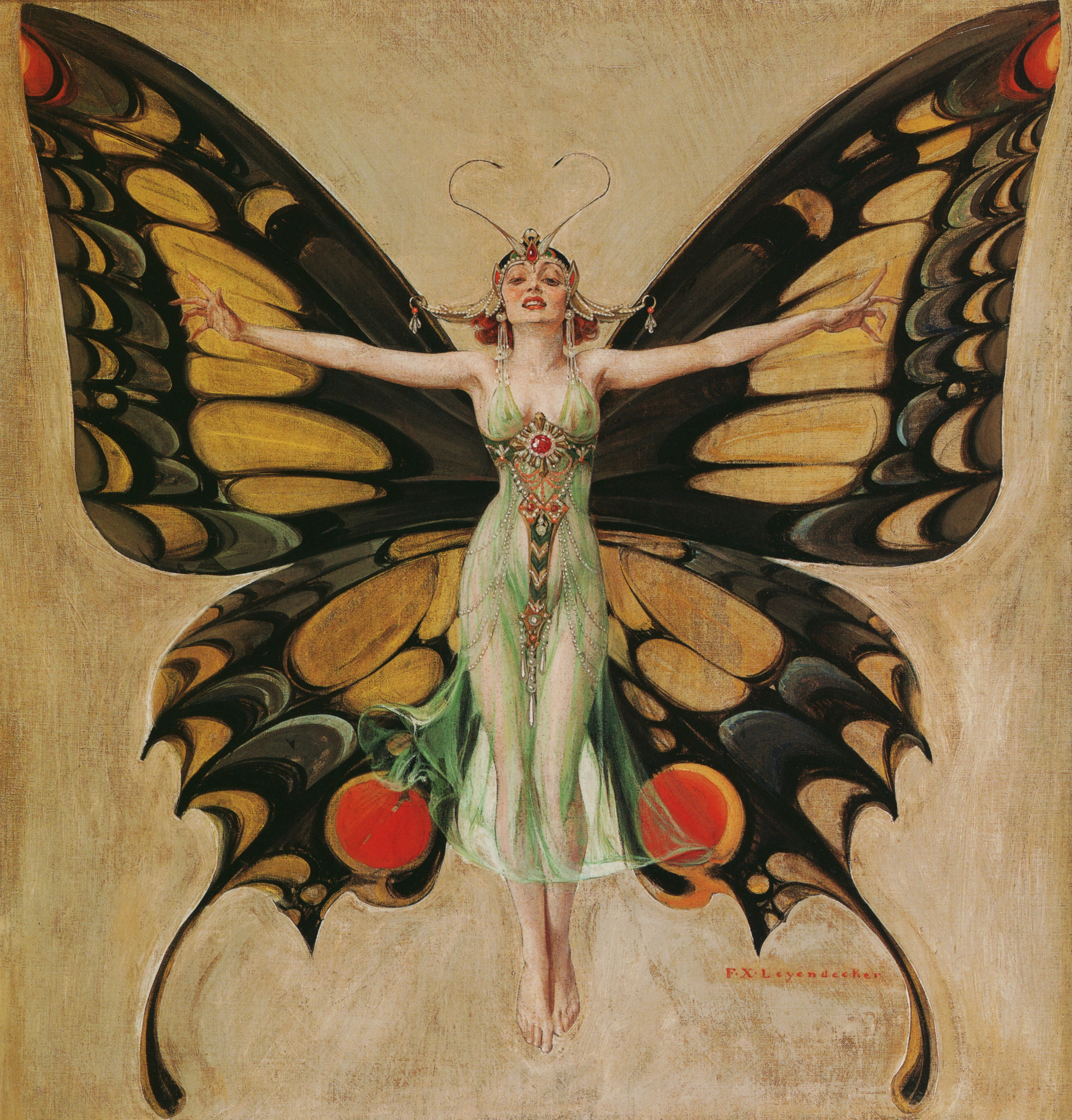
Flapper: Frau als flatternder Schmetterling? (1922)

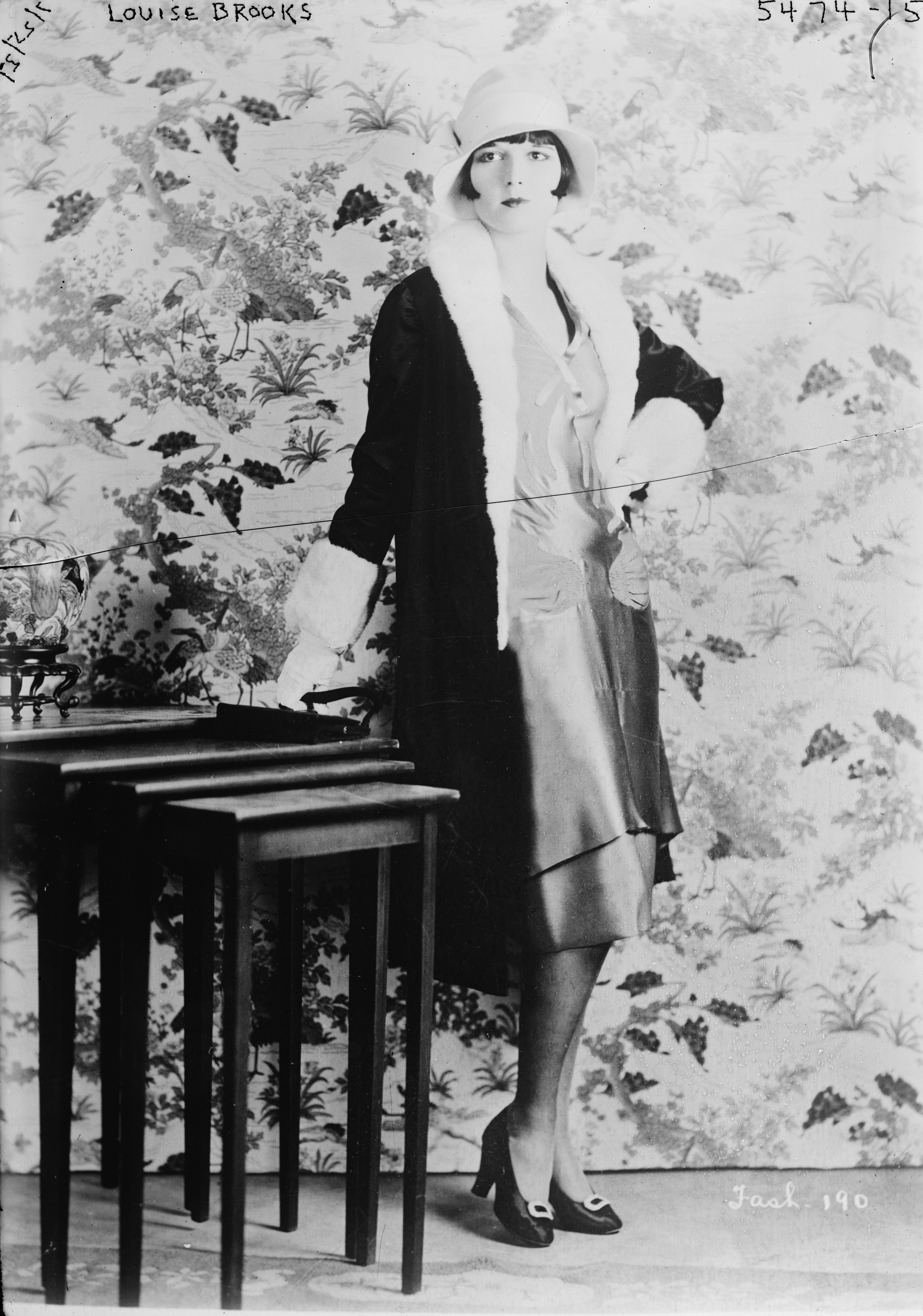
Louise Brooks als elegante Flapperin